# Puig Marí (Sant Llorenç de Cerdans)
El Puig Marí és una muntanya de 910,3 metres del terme comunal de Sant Llorenç de Cerdans, de la comarca del Vallespir, a la Catalunya del Nord. Es troba a la zona de ponent del terme de Sant Llorenç de Cerdans, al sud-oest de la vila de Sant Llorenç de Cerdans i al nord-est del Serrat i del Puig Cogull.